# Faith (chanson de George Michael)
Pour les articles homonymes, voir Faith.
Singles de George Michael
I Want Your Sex
(1987) Hard Day
(1987)

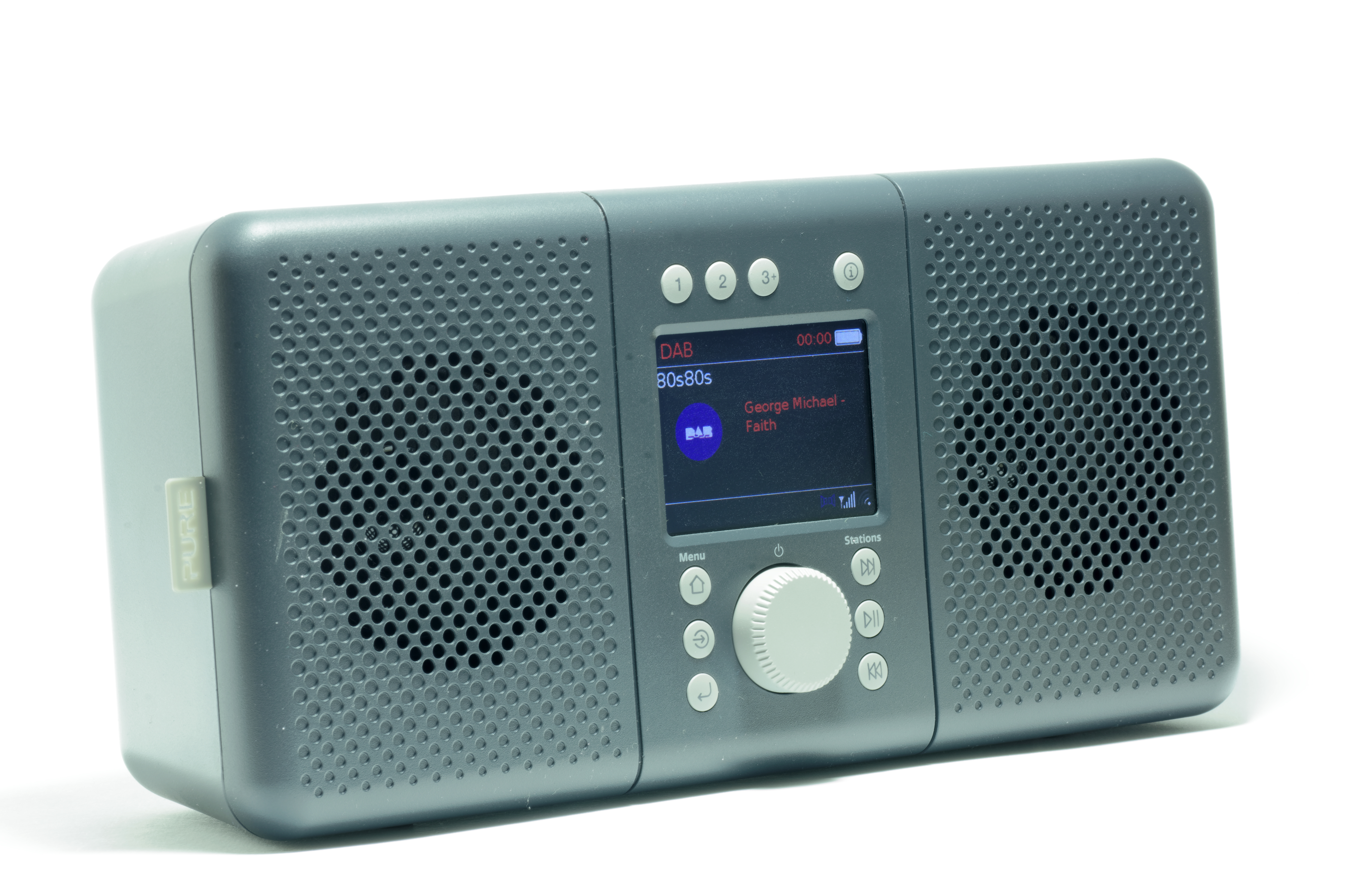
Faith sur DAB+

Faith est une chanson de George Michael, extraite de son premier album studio homonyme sorti en octobre 1987 sous le label Epic. Elle sort le même mois en single.

## Historique
Faith est influencée par le rock américain d'Elvis Presley. 
Dans le clip réalisé par Andy Morahan, George Michael danse avec une guitare. Plus tard, il se compare avec amusement à Chuck Berry ou à Bo Diddley.

## Crédits
- George Michael – chant, programmation, percussions
- Hugh Burns – guitares
- Deon Estus – basse
- Chris Cameron – orgue d'église

## Classements et certifications
| Classement (1987–1988)                          | Meilleure position |
| ----------------------------------------------- | ------------------ |
| Afrique du Sud (Springbok Radio)                | 3                  |
| Allemagne (Media Control AG)                    | 5                  |
| Australie (Kent Music Report)                   | 1                  |
| Autriche (Ö3 Austria Top 40)                    | 4                  |
| Belgique (Flandre Ultratop 50 Singles)          | 1                  |
| Belgique (Flandre VRT Top 30)                   | 1                  |
| Canada (100 Singles)                            | 1                  |
| Canada (Adult Contemporary)                     | 1                  |
| Espagne (AFYVE)                                 | 3                  |
| États-Unis (Adult Contemporary)                 | 5                  |
| États-Unis (Billboard Hot 100)                  | 1                  |
| États-Unis (Cash Box)                           | 1                  |
| États-Unis (Hot Dance Club Play)                | 17                 |
| États-Unis (Hot Dance Music/Maxi-Singles Sales) | 10                 |
| Europe (Pan-European Charts)                    | 1                  |
| Finlande (Suomen virallinen lista)              | 7                  |
| France (SNEP)                                   | 22                 |
| Irlande (IRMA)                                  | 2                  |
| Italie (FIMI)                                   | 1                  |
| Norvège (VG-lista)                              | 3                  |
| Nouvelle-Zélande (RMNZ)                         | 1                  |
| Pays-Bas (Nederlandse Top 40)                   | 1                  |
| Pays-Bas (Single Top 100)                       | 1                  |
| Pologne (Classements Singles)                   | 13                 |
| Royaume-Uni (UK Singles Chart)                  | 2                  |
| Suède (Sverigetopplistan)                       | 9                  |
| Suisse (Schweizer Hitparade)                    | 4                  |

| Classement (2008)                     | Meilleure position |
| ------------------------------------- | ------------------ |
| Canada (Hot Canadian Digital Singles) | 67                 |

| Classement (2011)                         | Meilleure position |
| ----------------------------------------- | ------------------ |
| Belgique (Flandre Back Catalogue Singles) | 10                 |

| Classement (2016-17)         | Meilleure position |
| ---------------------------- | ------------------ |
| Australie (ARIA)             | 50                 |
| Espagne (PROMUSICAE)         | 30                 |
| France (SNEP)                | 34                 |
| Suisse (Schweizer Hitparade) | 81                 |

| Classement (1988)              | Position |
| ------------------------------ | -------- |
| Belgique (Flandre Ultratop 50) | 23       |
| Canada (Top 100 Singles)       | 45       |
| Italie (FIMI)                  | 7        |
| Pays-Bas (Nederlandse Top 40)  | 14       |
| Pays-Bas (Single Top 100)      | 15       |

| Classement (1988)              | Position |
| ------------------------------ | -------- |
| Australie (ARIA)               | 19       |
| Autriche (Ö3 Austria Top 40)   | 29       |
| États-Unis (Billboard Hot 100) | 1        |
| Suisse (Schweizer Hitparade)   | 12       |

| Pays              | Certification | Ventes certifiées |
| ----------------- | ------------- | ----------------- |
| Canada (CRIA)     | Or            | 5 000             |
| États-Unis (RIAA) | Or            | 500 000           |